# Семереньи, Освальд
О́свальд Джон Лу́ис Се́мереньи (англ. Oswald John Louis Szemerényi, венг. Szemerényi Oszvald János Lajos, 7 сентября 1913, Лондон — 29 декабря 1996, Фрайбург) — венгерский и английский языковед, занимавшийся сравнительным языкознанием. Работал в области индоевропеистики, исследовал индоиранские языки. Исследования фонетических законов праязыка, труды по ларингальной теории.

## Биография
Семереньи получил высшее образование в Венгрии и обучался в Гейдельбергском и Берлинском университетах. На его взгляды оказал влияние венгерский лингвист Дьюла Лазициуш. В 1942 году он был назначен преподавателем греческого языка в Будапештский университет. В 1944 году он защитил диссертацию по балтославянским языкам, а в 1947 году он был назначен профессором сравнительного языкознания. Семереньи вернулся в Великобританию в 1948 году, где проработал в Бедфордском колледже до 1960 года. В 1965—1981 годах Семереньи был профессором Фрайбургского университета, где основал Фрайбургский лингвистический кружок.

## Избранная библиография
- 1960 Studies in the Indo-European System of Numerals, Heidelberg
- 1964 Syncope in Greek and Indo-European and the Nature of Indo-European Accent, Napoli
- 1970 Einführung in die vergleichende Sprachwissenschaft, Darmstadt
  - 1980 Введение в сравнительное языкознание, Москва: Прогресс (переиздано: М.: URSS, 2010, ISBN 978-5-354-00056-2, ISBN 978-5-354-01230-5)
  - 1989 3., vollständig neu bearbeitete Auflage
  - 1996 Introduction to Indo-European Linguistics, Oxford
- Richtungen der modernen Sprachwissenschaft
  - 1971 Teil I: Von Saussure bis Bloomfield, 1916—1950, Heidelberg
  - 1982 Teil II: Die fünfziger Jahre, 1950—1960, Heidelberg
- 1972 Comparative Linguistics (Current Trends of Linguistics)
- 1977 Studies in the Kinship Terminology of the Indo-European Languages, Leiden
- 1980 Four Old Iranian Ethnic Names: Scythian — Skudra — Sogdian — Saka, Vienna
- Scripta Minora: selected essays in Indo-European, Greek, and Latin, edited by Patrick Considine and James T. Hooker, Innsbruck,
  - 1987 Vol. I: Indo-European
  - 1987 Vol. II: Latin
  - 1987 Vol. III: Greek
  - 1991 Vol. IV: Indo-European Languages other than Latin and Greek (1991)
- 1989 An den Quellen des lateinischen Wortschatzes, Innsbruck